# Большая Поляна (Новосибирская область)
Больша́я Поля́на — посёлок в Коченёвском районе Новосибирской области России. Входит в состав Овчинниковского сельсовета.

## География
Площадь посёлка — 26 гектаров.

## История
В 1976 году указом Президиума Верховного Совета РСФСР посёлку фермы № 2 совхоза «Овчинниковский» присвоено наименование Большая Поляна.

## Население
| 2002 | 2007 | 2010 |
| ---- | ---- | ---- |
| 65   | ↘44  | ↘21  |

## Инфраструктура
В посёлке по данным на 2007 год функционирует 1 учреждение здравоохранения.